# Amblyopone ophthalmica
Amblyopone ophthalmica é uma espécie de formiga do gênero Amblyopone.